# Combat Mission
Combat Mission es un videojuego de estrategia bélica por turnos en 3D. Está basado en la Segunda Guerra Mundial. Permite enfrentarse contra la inteligencia artificial, o contra un oponente humano, ya sea simultáneamente en el mismo ordenador o con dos a distancia, o mediante correo electrónico.
Han salido tres ediciones del videojuego basadas en la Segunda Guerra Mundial: Combat Mission Beyond Overlod (2000), Combat Mission2 Barbarossa to Berlin (2002) y Combat Mission3 Afrika Korps(2004). En 2007 se publicó Combat Mission: Shock Force, que recrea una invasión ficticia de Siria por parte de Estados Unidos.